# 亚历山德拉·安格尔
亚历山德拉·安格尔（羅馬尼亞語：Alexandra Anghel，1997年6月28日—），罗马尼亚女子摔跤运动员。她曾代表罗马尼亚参加世界摔跤锦标赛，获得一枚铜牌。她也曾参加2019年欧洲运动会。